# Britta Nahler
Britta Nahler (auch Britta Burkert, Britta Burkert-Nahler, * 9. Juni 1966 in Wien) ist eine österreichische Filmeditorin.
Nahler studierte Gebrauchsgrafik an der Universität für angewandte Kunst Wien und lernte 14 Jahre klassisches Klavier, bevor sie Mitte der 1980er Jahre als Filmeditorin von Musikvideos, Konzerten und Musikdokumentationen für DoRo Produktion bekannt wurde. Im Spielfilmbereich editiert sie seit 1990 Kinofilme und Fernsehproduktionen (TV-Filme, Dokumentationen, Serien) für nationale und internationale Regisseure.
Sie ist seit 1994 mit Alexander Nahler verheiratet, hat drei Kinder und lebt in Purkersdorf bei Wien.
Nahler war am Schnitt von weit mehr als 100 Produktionen beteiligt.

## Filmografie (Auswahl)
- 1990: Codename Gorilla (Regie Peter Patzak)
- 1994–1995: Kommissar Rex (Serie, Regie: Hajo Gies, Oliver Hirschbiegel, Detlef Rönfeld …)
- 1996: Tempo (Regie: Stefan Ruzowitzky)
- 1997: Die Siebtelbauern (Regie: Stefan Ruzowitzky)
- 1998: Untersuchung an Mädeln (Regie: Peter Payer)
- 1999: Die Verhaftung des Johann Nepomuk Nestroy (Regie: Dieter Berner)
- 2000: Die Männer Ihrer Majestät (Regie: Stefan Ruzowitzky)
- 2001: Shaka Zulu (Regie: Joshua Sinclair)
- 2002: Nogo (Regie: Sabine Hiebler und Gerhard Ertl)
- 2003: Villa Henriette (Regie: Peter Payer)
- 2004: Basta – Rotwein oder Totsein (Regie: Pepe Danquart)
- 2005: Tatort: Die schlafende Schöne (Regie: Dieter Berner)
- 2006: Lapislazuli – im Auge des Bären (Regie: Wolfgang Murnberger)
- 2007: Freundschaft (Regie: Rupert Henning)
- 2008: Die Fälscher (Regie: Stefan Ruzowitzky)
- 2009: Kick Off  (Regie: Hüseyin Tabak)
- 2010: Wolfsfährte (Regie: Urs Egger)
- 2011: Meine Schwester (Regie: Sascha Bigler)
- 2012: Der Teufelsgeiger (Regie: Bernard Rose)
- 2013: Die Seelen im Feuer (Regie: Urs Egger)
- 2014: Kleine große Stimme (Regie: Wolfgang Murnberger)
- 2015: Dämmerung über Burma (Regie: Sabine Derflinger)
- 2015: Tatort: Grenzfall (Regie: Rupert Henning)
- 2016: Die Stille danach (Regie: Nikolaus Leytner)
- 2017: Die Hölle – Inferno (Regie: Stefan Ruzowitzky)
- 2018: Vorstadtweiber (Regie: Sabine Derflinger)
- 2019: 8 Tage (Regie: Michael Krummenacher)
- 2020: Schönes Schlamassel (Regie: Wolfgang Murnberger)
- 2020: Tatort: Krank (Regie: Rupert Henning)
- 2020: Madison (Regie: Kim Strobl)
- 2021: Landkrimi – Steirertod (Fernsehreihe, Regie: Wolfgang Murnberger)
- 2022: Süßer Rausch (Regie: Sabine Derflinger)
- 2022: Alma und Oskar (Regie: Dieter Berner)
- 2023: Der Bozen-Krimi: Weichende Erben (Fernsehreihe)
- 2023: Der Bozen-Krimi: Die Todsünde
- 2023: Tatort: Bauernsterben
- 2024: Endlich Witwer – Griechische Odyssee
- 2024: Landkrimi – Steirermord (Fernsehreihe, Regie: Wolfgang Murnberger)
- 2024: Die Liesl von der Post – Jugendsünden (Fernsehreihe)
- 2024: Die Liesl von der Post – Klapperstorch (Fernsehreihe)
- 2024: Herrhausen – Der Herr des Geldes (Fernsehvierteiler)

## Preise
- 1992: Award for best editing / Filmfestival Chicago
- 1995: Anerkennungspreis der Stadt Wien f. besondere Leistungen i. Bereich Filmschnitt